# 穿山港
穿山港是中国浙江省宁波市的一条水道，别名黄峙江，位于北仑区穿山半岛与大榭岛之间。西北起自大榭岛西面，东南到外神马岛，长12公里，最宽1.4公里，最窄0.4公里。目前已建有大榭大桥及大榭二桥横跨穿山港。